# Colimazanger
De colimazanger (Leiothlypis crissalis; synoniem: Vermivora crissalis) is een zangvogel uit de familie Parulidae (Amerikaanse zangers).

## Verspreiding en leefgebied
Deze soort komt voor in de zuidwestelijke Verenigde Staten, met name van westelijk Texas tot centraal Mexico.